# Jerry Rawlings
Jerry John Rawlings (1947. június 22. – 2020. november 12.) ghánai katonatiszt és politikus, aki diktátorként, majd demokratikusan megválasztott elnökként irányította az országot 1979-ben, illetve 1981 és 2001 között.

## Kezdeti pályafutása
Rawlings 1947-ben született skót apa és ewe származású anya gyermekeként 1947-ben, az akkor Aranypart néven ismert brit gyarmaton. Eredeti neve Jerry Rawlings John volt, de amikor a katonasághoz jelentkezett, vezetéknevét és második keresztnevét adminisztrációs hiba folytán felcserélték, ami rajta maradt élete végéig. Rawlings a neves achimotai középiskola (1967-ben érettségizett), majd a teshiei katonai akadémia növendéke volt. A ghánai légierőhöz történő jelentkezése után az ország nyugati részén elhelyezkedő Takoradiba vezényelték 1968 márciusában. Az akadémia elvégzése után légierő-pilótaként szolgált 1969 januárjától kezdve. 1978 áprilisában repülőhadnaggyá léptették elő.
1977-ben házasodott össze Nana Konadu Agyemannal, akitől három lánya, köztük Zanetor Rawlings parlamenti képviselő, és egy fia született.

## 1979-es puccs
Rawlings saját elmondása szerint a ghánai légierőnél végzett szolgálata alatt folyamatosan érzékelte a hadsereg fegyelmének és moráljának válságát, amelyet szerinte a Ghánát akkor uraló Legfelsőbb Katonai Tanács (SMC) korrupciója és nepotizmusa idézett elő. Olvasmányai és a Ghánai Egyetem hallgatói csoportjaival fenntartott kapcsolatai formálták nézetrendszerét, politikailag fokozatosan balra tolódott és a szocialista rendszer híve lett.